# Adelöv
Adelöv är en ort i Tranås kommun i Jönköpings län, kyrkby i Adelövs socken, som ligger väster om Tranås. Orten ligger mellan Gränna och Tranås utmed väg 133. Omkring 450 personer bor permanent i Adelöv.

## Historia
Den tidigaste användningen av namnet Adelöv är från år 1261 då "Athelef" skrevs i ett donationsbrev. Det var från början namnet på en gård som låg på platsen. Namnet är en sammansättning av två medeltidssvenska ord. "Lef" betyder "arv" och "Athe" var namnet på den som lämnade arvet. 
För länge sedan fanns en krog i Adelöv, som numera finns bevarad på Skansen i Stockholm.

## Samhället
I byn ligger Adelövs kyrka. Från år 2007 finns i byn lågstadieskolan Adelövs Friskola, åk F-6.

## Idrott och evenemang
Från 1734 hålls det första torsdagen i september varje år en marknad som besöks av uppemot 50 000 personer.
Ortens idrottsklubb Adelövs IK skapades 1933 och spelar fotboll i Division 6 Jönköping Norra. En av föreningens grundare var Lennart Hyland.